# Humphrey de Bohun, VII conde de Hereford

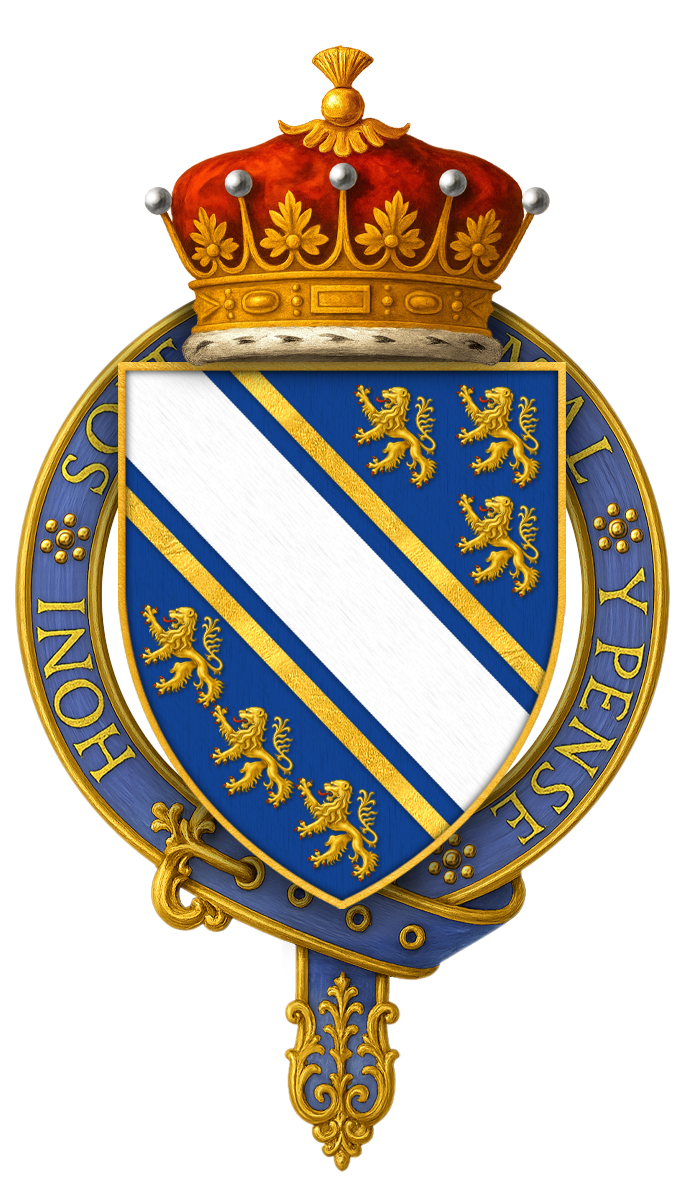
Armas de Señor Humphrey de Bohun, 7.º Conde de Hereford, KG

Humphrey de Bohun, VII conde de Hereford, VI conde de Essex, II conde de Northampton, KG (25 de marzo de 1341-16 de enero de 1373) era el hijo de William de Bohun, conde de Northampton y Elizabeth de Badlesmere, y nieto de Humphrey de Bohun, IV conde de Hereford y Elizabeth de Rhuddlan, hija de Eduardo I. se convirtió en heredero del condado de Hereford tras la muerte de su tío Humphrey de Bohun, el VI Conde de Hereford.
Tras la visita de Pedro I a visita a Inglaterra, Humphrey participó en el saqueó de Alejandría en 1365.
Su esposa y la madre de sus hijas fue Joan Fitzalan, hija de Richard Fitzalan, conde de Arundel y Leonor de Lancaster, con la que se casó después del 9 de septiembre de 1359.
A su muerte, sus propiedades fueron divididas entre sus dos hijas supervivientes: 
- Leonor de Bohun, casada con Thomas de Woodstock.
- María de Bohun, casada con Enrique Bolingbroke, el futuro Enrique IV de Inglaterra.
- Elizabeth, muerta joven.